# Грунь (Лебединский район)
Грунь (укр. Грунь) — село,
Катериновский сельский совет,
Лебединский район,
Сумская область,
Украина.
Код КОАТУУ — 5922984604. Население по переписи 2001 года составляло 115 человек .

## Географическое положение
Село Грунь находится на берегу реки Грунь,
выше по течению на расстоянии в 2,5 км расположены сёла Сиренки и Галушки,
ниже по течению на расстоянии в 6 км расположено село Василевка.

## Экономика
- Молочно-товарная ферма.

## Известные люди
- Индык Семён Леонтьевич — Герой Советского Союза, родился в селе Грунь.